# Hodomys alleni
Hodomys alleni — это единственный вид монотипического рода хомячков Hodomys из подсемейства неотомовых хомяков (Neotominae), обитающий в Центральной Америке.
Длина тела этого хомяка составляет около 24 сантиметров и длина хвоста 20 см, вес около 370 г. На спине мех рыже-коричневый или тёмно-коричневый, а брюшко бело-серое. Длинный хвост редко опушен.
Эти грызуны являются эндемиками Мексики, распространены от южной части Синалоа до северной Оахаки. Этот вид найден во внутренней части Мексики в бассейнах рек Рио-Бальсас в центральной части Пуэблы и Рио-Теуакан в северной части штата Оахака.
Они живут как в кустарниках, так и в лесах, но зависят от густой растительности. Они прячутся в расщелинах или копают норы и иногда выстилают свое убежище кусочками коры деревьев и другими материалами. Скорее всего, они ведут ночной образ жизни, поскольку об их образе жизни мало что известно. Степень угрозы этому виду также неясна, МСОП перечисляет их как не находящиеся под угрозой исчезновения.
Эта хомяк тесно связан с американскими лесными хомяками (Neotoma) и иногда включается в этот род.